# Gabriel Pérez (Fußballspieler)
Gabriel Pérez Ramallo (* 29. März 1995 in Colonia del Sacramento) ist ein uruguayischer Fußballspieler.

## Karriere

### Verein
Der 1,80 Meter große Mittelfeldakteur Pérez steht seit der Saison 2016 im Kader des uruguayischen Erstligisten Montevideo Wanderers. Er debütierte am 12. März 2017 in der Primera División, als er bei der 1:2-Heimniederlage gegen El Tanque Sisley im Parque Alfredo Víctor Viera von Trainer Jorge Giordano in der 81. Spielminute für Adrián Colombino eingewechselt wurde. Insgesamt absolvierte er in der laufenden Saison 2017 bislang (Stand: 19. August 2017) elf Partien (kein Tor) in der höchsten uruguayischen Spielklasse.

### Nationalmannschaft
Pérez nahm im März 2014 am Lehrgang der uruguayischen U-20-Nationalmannschaft teil. Sein Debüt in der U-20 feierte er spätestens am 17. April 2014 unter Trainer Fabián Coito beim 1:1-Unentschieden im Freundschaftsländerspiel gegen die chilenische Auswahl, als er in der 45. Spielminute für Víctor Aparicio eingewechselt wurde. Des Weiteren kam er bislang bei den Länderspielen am 20. Mai 2014, 10. Juni 2014 und am 12. Juni 2014 jeweils gegen Paraguay zum Einsatz.